# Teisko
Teisko est  ancienne municipalité absorbée par Tampere en Finlande.

## Présentation
En 1972, Teisko est absorbée par Tampere qui gagne ainsi les zones statistiques: Kämmenniemi, Polso, Terälahti et Velaatta.